# Eikenspitskopmot
De eikenspitskopmot (Ypsolopha alpella) is een vlinder uit de familie Ypsolophidae. De spanwijdte van de vlinder bedraagt 14 tot 18 millimeter. De soort komt voor in Zuid- en Midden-Europa en in Siberië.

## Waardplanten
De eikenspitskopmot heeft eik, vooral zomereik, als waardplant.

## Voorkomen in Nederland en België
De eikenspitskopmot is in Nederland een gewone en in België een niet vaak waargenomen soort. In België komt de soort vooral voor in het noorden en het midden. De soort vliegt van eind juni tot in oktober.